# أشاد علي (لاعب كرة قدم مالديفي)
أسعد علي مواليد 14 سبتمبر 1985 في ماليه، هو لاعب كرة قدم مالديفي. يلعب كمهاجم.

## المسيرة الاحترافية

### أندية لعب لها
- نادي فيكتوري
- نادي في بي
- نادي نيو راديانت

## روابط خارجية
- أشاد علي على موقع إي إس بي إن إف سي (الإنجليزية)
- أشاد علي على موقع قاعدة بيانات كرة القدم.إي يو (الإنجليزية)
- أشاد علي على موقع ناشيونال فوتبول تيمز (الإنجليزية)
- أشاد علي على موقع Soccerway.com (الإنجليزية)
- أشاد علي على موقع عالم كرة القدم.نت (الإنجليزية)